# BARS časopis
bARS je jedini crnogorski lokalni magazin za umjetnost i kulturu, publikovan sa Barskim novinama od marta 1999. do avgusta 2003. u Baru, Crna Gora.
Prvi broj bARS-a je izašao marta 1999. godine. Planiran je kao eksperimentalni, ali su reakcije čitalaštva bile takve da je logičan potez bio nastavak redovnog publikovanja. Urednici su bili Željko Milović i Suljo Mustafić, a redakciju prvog broja su činili i Vlasto Bulatović, Nemanja Janić, Nandor Ljubanović, Vojo Mistović i Dragana Rukavina.
Za bARS je pisalo stotinjak novinara/publicista iz Crne Gore, Srbije i Hrvatske, a tretirane su se sve oblasti kulture i umjetnosti. Štampan je latinicom, sa crno-bijelom fotografijom na naslovnoj strani, prvi broj na 12, a posljednji na 44 strane. Publikovano je 50 brojeva bARS-a.
Pored stručnih tekstova iz arheologije, nacionalne istorije, književnosti, slikarstva, muzike i filma, bARS je ravnopravno tretirao i urbanu potkulturu, a svoje mjesto našli su i fanzinaši i grafitti-writeri kao ravnopravni kreatori magazina. Preokupacija bARS-a bila je podizanje nivoa kulture i umjetnosti među mlađom populacijom, kao i podsticanje i praćenje umjetničkog izražavanja u Baru. U tom smislu, štampana su stručna mišljenja o svim književnim i muzičkim djelima publikovanim u Baru i od Barana, promovisane nove muzičke i plesne grupe, pozorišne predstave, a objavljene su i table barskih strip crtača.
Organizovane su i dvije promocije časopisa: u Pančevu (oktobar 1999) i Baru (mart 2000). bARS je, oktobra 2001, u saradnji sa Mediteranskim centrom fotografije iz Bara, publikovao luksuzni kolor-booklet povodom foto-konkursa Crna Gora 2001, a u 2002. i dva podlistka posvećena festivalu Barski ljetopis.